# Clausilia produbia
Clausilia produbia is een uitgestorven slakkensoort uit de familie van de Clausiliidae. De wetenschappelijke naam van de soort werd voor het eerst geldig gepubliceerd in 1976 door H. Nordsieck.